# Принцеза од Нолсоја
Принцеза од Нолсоја (енгл. Princess of Nólsoy) је митско биће повезано са острвом Нолсој на Фарским Острвима.

## Легенда
За шкотску принцезу, ћерку једног од неколико шкотских краљева, се верује да је побегла из Шкотске како би се удала за човека којег је волела, што њен отац није одобрио. Преселили су се у Нолсој, у долини кукуруза или Корндалуру, у време када је острво после Црне смрти остало ненасељено и добили су сина. Принцезин отац је открио где живе његова ћерка и њен муж и дошао је са намером да их убије, али први кога је видео на обали био је унук којег је препознао и омекшао је. У алтернативној верзији приче, принцеза је видела краљеву флоту како стиже, рекла је свом мужу да се сакрије и одвела дете на обалу да се нађе са оцем. Рекла му је да мора да убије њу и дете пре него што убије њеног мужа. Док је она говорила, дете се смејало и играло златним накитом свог деде омекшавши му срце. Помиловао је ћерку и њеног мужа и позвао их да се врате у Шкотску што су одбили и до краја живота живели на Нолсоју, где неки становници тврде да су и даље њихови потомци. У Корндалуру постоје рушевине које су познате као Принцезине рушевине за које неки верују да је принцезин дом. Издате су поштанске марке са њеним ликом 2017. године, што је била и тема европског такмичења „Дворци и палате”, а Фарска острва никада нису имала ниједну другу краљевску породицу. Једна марка приказује принцезу и њеног мужа на броду са замишљеним замком, друга приказује брод и њихове портрете. Књига Kongsdottirin i Nolsoy је објављена 1996. године.